# Список храмов Муромского благочиния
Хра́мы Му́ромского благочи́ния — православные храмы, церкви и часовни города Мурома и населённых пунктов Муромского района, которые составляют часть архитектурного наследия города и района. Относятся к Муромскому благочинию Муромской епархии Русской православной церкви.
Первый монастырь в Муроме основал князь Глеб Владимирович в XI веке. Получив город в удел, князь построил свою резиденцию на берегу Оки на небольшом удалении от городских стен. Вместе с княжеским двором были построены первый храм во имя Всемилостивого Спаса и монашеская обитель, впоследствии ставшие Спасо-Преображенским монастырем.
Согласно «Повести о водворении христианства в Муроме», датируемой XVI столетием, окончательно муромляне были крещены святым благоверным князем Константином Святославичем и его сыновьями Михаилом и Феодором в конце XI века. Возможно, Константином повесть называет князя Ярослава Святославича, сына черниговского князя и основателя муромо-рязанской ветви династии Рюриковичей, который в крещении получил имя Константин. На месте убийства язычниками своего сына Михаила он основал Благовещенскую церковь.
Во время похода Ивана IV на Казань у Мурома происходила переправа русских войск через Оку. По преданию, в городе царь дал обет поставить в Муроме несколько каменных храмов, если будет взята Казань. После победы в войне по указу царя в 1555 году в городе был воздвигнут собор Преображения Господня в Спасо-Преображенском монастыре. Новому храму царь даровал церковную утварь, облачения, иконы и книги. Кроме того, на месте Благовещенской церкви был основан монастырь, а на берегу Оки началось возведение церкви Космы и Дамиана.
Монастыри и церкви строились в Муроме на протяжении всего правления династии Романовых. Часть городских церквей была взорвана советскими властями после Октябрьской революции 1917 года. Вскоре после распада СССР началось восстановление храмов и монастырей, а также строительство новых. Некоторые из них получили статус памятников архитектуры федерального значения: Благовещенский монастырь, Воскресенский монастырь, Троицкий монастырь, Преображенский монастырь, церковь Космы и Дамиана, храм Николая Чудотворца.

## Легенда
В списке представлены храмы, церкви и часовни Муромского благочиния Русской православной церкви.
Таблица:
- Название — название храма, церкви или часовни на русском языке;
- Время основания — дата основания или дата, под которой впервые упоминается в источниках;
- Адрес — адрес местонахождения;
- Координаты — координаты местонахождения;
- Фото — фотография храма, церкви или часовни;

Сортировка может проводиться по любому из выбранных столбцов таблиц, кроме столбца с фотографиями.

## Действующие храмы
Храмы, церкви и часовни в списке разделены на находящиеся в Муроме и Муромском районе и расположены в хронологическом порядке по датам основания.

### Муром
| Название                                                                          | Время основания                      | Адрес                    | Координаты                      | Фото |
| --------------------------------------------------------------------------------- | ------------------------------------ | ------------------------ | ------------------------------- | ---- |
| Собор Благовещения Пресвятой Богородицы в Благовещенском монастыре                | 1553 год                             | ул. Красноармейская, 17а | 55°34′56″ с. ш. 42°03′17″ в. д. |      |
| Церковь Стефана Архидиакона в Благовещенском монастыре                            | 1553 год                             | ул. Красноармейская, 17а | 55°34′56″ с. ш. 42°03′17″ в. д. |      |
| Собор Преображения Господня в Спасо-Преображенском монастыре                      | 1550-е гг.                           | ул. Лакина, 1            | 55°34′22″ с. ш. 42°03′58″ в. д. |      |
| Храм Космы и Дамиана                                                              | 1556—1565 гг.                        | ул. Набережная, 10       | 55°34′36″ с. ш. 42°03′57″ в. д. |      |
| Собор Воскресения Христова в Воскресенском монастыре                              | Не позднее первой половины XVII века | Июльский переулок        | 55°35′09″ с. ш. 42°03′19″ в. д. |      |
| Церковь Введения Пресвятой Богородицы во Храм в Воскресенском монастыре           | Не позднее первой половины XVII века | Июльский переулок        | 55°35′09″ с. ш. 42°03′19″ в. д. |      |
| Собор Троицы Живоначальной в Троицком монастыре                                   | 1643 год                             | пл. Крестьянина, 3а      | 55°34′53″ с. ш. 42°03′10″ в. д. |      |
| Церковь Иконы Божией Матери Казанская в Троицком монастыре                        | 1643 год                             | пл. Крестьянина, 3а      | 55°34′53″ с. ш. 42°03′10″ в. д. |      |
| Церковь Покрова Пресвятой Богородицы в Спасо-Преображенском монастыре             | 1691                                 | ул. Лакина, 1            | 55°34′22″ с. ш. 42°03′58″ в. д. |      |
| Церковь Сергия Радонежского из Красного в Троицком монастыре                      | не ранее 1700 года                   | пл. Крестьянина, 3а      | 55°34′53″ с. ш. 42°03′10″ в. д. |      |
| Николо-Набережная церковь                                                         | 1700—1717 гг.                        | ул. Плеханова, 27а       | 55°34′00″ с. ш. 42°01′00″ в. д. |      |
| Кафедральный собор Свято-Вознесенский                                             | 1729 год                             | ул. Московская, 15а      | 55°34′42″ с. ш. 42°02′53″ в. д. |      |
| Храм Успения Пресвятой Богородицы                                                 | 1790 год                             | ул. Красноармейская, 41а | 55°34′47″ с. ш. 42°02′32″ в. д. |      |
| Храм Сретения Господня                                                            | 1795 год                             | ул. Карла Маркса, 55     | 55°34′24″ с. ш. 42°02′42″ в. д. |      |
| Храм в честь иконы Божией Матери «Смоленская»                                     | 1804 год                             | ул. Мечникова, 1         | 55°34′34″ с. ш. 42°03′48″ в. д. |      |
| Церковь Кирилла Белозерского в Спасо-Преображенском монастыре                     | Не ранее 1805 года                   | ул. Лакина, 1            | 55°34′22″ с. ш. 42°03′58″ в. д. |      |
| Троицкая церковь в селе Карачарово                                                | 1828 год                             | ул. Красина, 22          | 55°32′29″ с. ш. 42°05′13″ в. д. |      |
| Храм Гурия, Самона и Авива                                                        | 1845 год                             | ул. Радищева, 17         | 55°32′24″ с. ш. 42°04′50″ в. д. |      |
| Часовня Иконы Божией Матери «Живоносный Источник»                                 | 1864 год                             | берег реки Оки           | ?                               |      |
| Часовня Иконы Божией Матери «Неупиваемая Чаша»                                    | 1864 год                             | ул. Первомайская, 61     | 55°34′13″ с. ш. 42°03′49″ в. д. |      |
| Часовня Николая Чудотворца и Илии Пророка в Спасо-Преображенском монастыре        | 1889                                 | ул. Лакина, 1            | 55°34′22″ с. ш. 42°03′58″ в. д. |      |
| Церковь Херсонесских Священномучеников в Спасо-Преображенском монастыре           | 1911                                 | ул. Лакина, 1            | 55°34′22″ с. ш. 42°03′58″ в. д. |      |
| Церковь Василия, епископа Рязанского, в Спасо-Преображенском монастыре            | 1996                                 | ул. Лакина, 1            | 55°34′22″ с. ш. 42°03′58″ в. д. |      |
| Храм Илии Муромца                                                                 | 1998 год                             | Вербовское кладбище      | 55°32′07″ с. ш. 41°57′33″ в. д. |      |
| Часовня-костница в Спасо-Преображенском монастыре                                 | не ранее 2000 года                   | ул. Лакина, 1            | 55°34′22″ с. ш. 42°03′58″ в. д. |      |
| Часовня Георгия Победоносца в Спасо-Преображенском монастыре                      | 2001—2002 гг.                        | ул. Лакина, 1            | 55°34′22″ с. ш. 42°03′58″ в. д. |      |
| Часовня Артемия Веркольского при Детском доме-интернате                           | 2003 год                             | ул. Мечникова, 9         | 55°34′33″ с. ш. 42°03′41″ в. д. |      |
| Церковь Серафима Саровского                                                       | 2000—2003 гг.                        | ул. Серова, 30           | 55°34′38″ с. ш. 42°00′04″ в. д. |      |
| Церковь Сергия Радонежского в Спасо-Преображенском монастыре                      | 2005                                 | ул. Лакина, 1            | 55°34′22″ с. ш. 42°03′58″ в. д. |      |
| Часовня Архистратига Михаила                                                      | 2005 год                             | ул. Московская, 35а      | 55°34′38″ с. ш. 42°02′34″ в. д. |      |
| Часовня Иконы Божией Матери Живоносный Источник в Спасо-Преображенском монастыре  | не ранее 2005 года                   | ул. Лакина, 1            | 55°34′22″ с. ш. 42°03′58″ в. д. |      |
| Часовня Иконы Божией Матери Спорительница хлебов в Спасо-Преображенском монастыре | 2005                                 | ул. Лакина, 1            | 55°34′22″ с. ш. 42°03′58″ в. д. |      |
| Часовня Ксении Петербургской в Спасо-Преображенском монастыре                     | 2006                                 | ул. Лакина, 1            | 55°34′22″ с. ш. 42°03′58″ в. д. |      |
| Храм Андрея Первозванного                                                         | 2009 год                             | ул. Ленинградская, 27    | 55°31′54″ с. ш. 41°58′39″ в. д. |      |
| Крестовоздвиженский монастырь                                                     | 2009 год                             | ул. Экземплярского, 4а   | 55°34′11″ с. ш. 42°04′09″ в. д. |      |
| Часовня Петра и Февронии Муромских в Троицком монастыре                           | 2011 год                             | пл. Крестьянина, 3а      | 55°34′53″ с. ш. 42°03′10″ в. д. |      |

### Муромский район
| Название                                                    | Время основания        | Адрес               | Координаты                      | Фото |
| ----------------------------------------------------------- | ---------------------- | ------------------- | ------------------------------- | ---- |
| Церковь Иконы Божией Матери Казанская в Борисове            | XVII век               | село Борисово       | 55°40′33″ с. ш. 42°02′43″ в. д. |      |
| Церковь Успения Пресвятой Богородицы в Молотицах            | 1753 год               | село Молотицы       | 55°45′01″ с. ш. 41°57′44″ в. д. |      |
| Церковь Вознесения Господня в Панфилове                     | 1791—1810              | село Панфилово      | 55°30′57″ с. ш. 42°04′51″ в. д. |      |
| Церковь Рождества Христова в Борисоглебе                    | 2-я половина XVII века | село Борисоглеб     | 55°42′59″ с. ш. 42°01′11″ в. д. |      |
| Церковь Михаила Архангела в Лазареве                        | 1811 год               | село Лазарево       | 55°33′14″ с. ш. 41°57′22″ в. д. |      |
| Церковь Преображения Господня в Санникове                   | 1864                   | село Санниково      | 55°40′00″ с. ш. 42°00′03″ в. д. |      |
| Церковь Николая Чудотворца в Старых Котлицах                | 1867—1879 годы         | село Старые Котлицы | 55°42′54″ с. ш. 41°55′25″ в. д. |      |
| Церковь Вознесения Господня в Благовещенском                | XIX век                | село Благовещенское | 55°43′37″ с. ш. 42°12′22″ в. д. |      |
| Церковь Михаила Архангела в Польце                          | XIX век                | село Польцо         | 55°46′07″ с. ш. 42°13′37″ в. д. |      |
| Церковь Рождества Пресвятой Богородицы в Чаадаеве           | XIX век                | село Чаадаево       | 55°40′00″ с. ш. 42°01′14″ в. д. |      |
| Церковь Рождества Иоанна Предтечи в Алешунине               | 2009 год               | деревня Алешунино   | 55°49′35″ с. ш. 42°20′02″ в. д. |      |
| Часовня Иулиании Лазаревской в Лазареве                     | 2004 год               | село Лазарево       | 55°33′14″ с. ш. 41°57′16″ в. д. |      |
| Церковь Николая Чудотворца и Сергия Радонежского в Соболеве | 2014 год               | деревня Соболево    | 55°38′19″ с. ш. 41°51′25″ в. д. |      |

## Храмы Мурома, уничтоженные в советское время
| Название                                         | Время основания                                      | Время разрушения | Координаты                      | Фото |
| ------------------------------------------------ | ---------------------------------------------------- | ---------------- | ------------------------------- | ---- |
| Собор Рождества Богородицы                       | 1552, перестройка 1873-1878 гг., колокольня XVIII в. | 1939—1948 гг.    | 55°34′48″ с. ш. 42°03′32″ в. д. |      |
| Спасская церковь                                 | XVIII в.                                             | 1948 г.          | 55°34′46″ с. ш. 42°03′35″ в. д. |      |
| Георгиевская церковь в Кожевнической слободе     | 1651, колокольня XVIII в.                            | 1936 г.          | 55°35′15″ с. ш. 42°03′23″ в. д. |      |
| Николо-Зарядская церковь                         | 1677                                                 | 1930-е гг.       | 55°34′50″ с. ш. 42°03′19″ в. д. |      |
| Казанская церковь (Николы Можайского)            | 1678                                                 | 1936 г.          | 55°34′28″ с. ш. 42°03′43″ в. д. |      |
| Предтеченская церковь                            | 1806, перестройка 1866—1874 гг., колокольня 1907 г.  | 1930-е гг.       | 55°34′48″ с. ш. 42°03′08″ в. д. |      |
| Крестовоздвиженская церковь                      | 1800                                                 | 1930-е гг.       | 55°34′12″ с. ш. 42°04′09″ в. д. |      |
| Христорождественская церковь                     | XVIII в., колокольня XIX в.                          | 1930 г.          | 55°34′46″ с. ш. 42°03′12″ в. д. |      |
| Пятницкая церковь                                | 1818                                                 | 1939 г.          | 55°34′01″ с. ш. 42°04′17″ в. д. |      |
| Всехсвятская церковь на Напольном кладбище       | 1860                                                 | 1937 г.          | 55°34′46″ с. ш. 42°01′58″ в. д. |      |
| Ильинская церковь в селе Карачарово (деревянная) | XVII в.                                              | 1930-е гг.       | 55°32′42″ с. ш. 42°03′35″ в. д. |      |